# Pamplona (Camarines Sur)
Pamplona is een gemeente in de Filipijnse provincie Camarines Sur op het eiland Luzon. Bij de laatste census in 2007 had de gemeente bijna 32 duizend inwoners.

## Geografie

### Bestuurlijke indeling
Pamplona is onderverdeeld in de volgende 17 barangays:
| - Batang - Burabod - Cagbibi - Cagbunga - Calawat - Del Rosario - Patong - Poblacion - Salvacion | - San Gabriel - San Isidro - San Rafael - San Ramon - San Vicente - Tambo - Tampadong - Veneracion |

## Demografie
Pamplona had bij de census van 2007 een inwoneraantal van 31.895 mensen. Dit zijn 2.718 mensen (9,3%) meer dan bij de vorige census van 2000. De gemiddelde jaarlijkse groei komt daarmee uit op 1,24%, hetgeen lager is dan het landelijk jaarlijks gemiddelde over deze periode (2,04%). Vergeleken met de census van 1995 is het aantal mensen met 5.719 (21,8%) toegenomen.

De bevolkingsdichtheid van Pamplona was ten tijde van de laatste census, met 31.895 inwoners op 80,6 km², 395,7 mensen per km².